# زبان عامیانه جنسی
زبان عامیانه جنسی (به انگلیسی: Sexual slang) مجموعه ای از اصطلاحات و عبارات زبانی است که برای ارجاع به ارگان‌های جنسی، فرایندها و فعالیت‌های آن استفاده می‌شود. این عبارات به‌طور کلی بیش از آنچه عباراتی رسمی یا پزشکی تلقی می‌شوند، محاوره ای هستند و برخی ممکن است بی‌ادبانه یا نامناسب تلقی شوند.

## مثال ها
- سکس بدون زین
- خایه لیسی
- بوکاکی
- جلق دایره‌ای
- کِرِم‌پای
- منی‌پاشی
- سایبرسکس
- گنگ بنگ
- پومپویر
- سکس سریع
- گلوله برفی